# Туманність Ґама

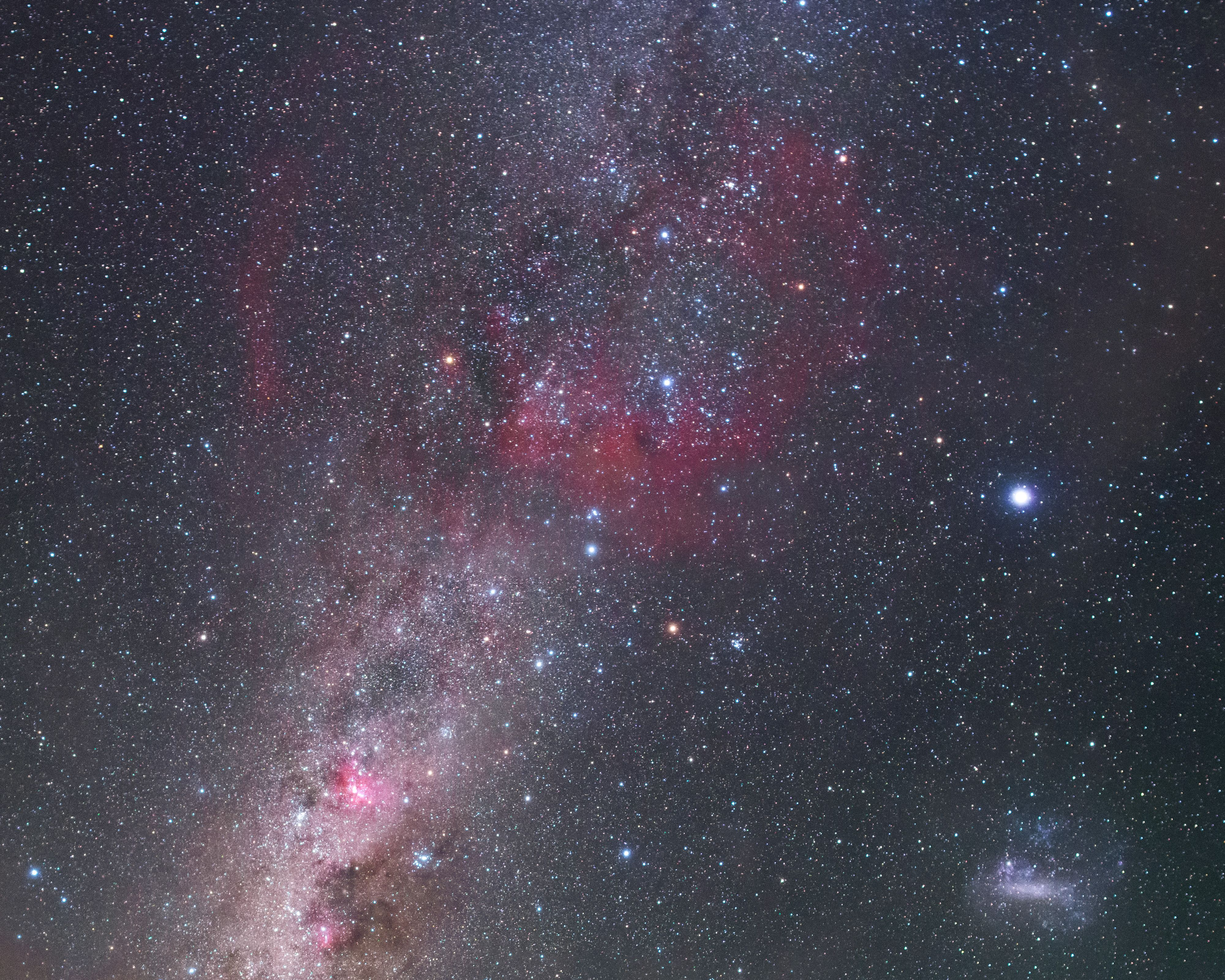
Туманність Ґама (червоне кільце) на тлі Чумацького Шляху, в нижньому правому куті видно Велику Магелланову Хмару. Найяскравіша зірка на знімку — Канопус.

Туманність Ґама (Gum 12) — надбульбашка, залишок наднової, основна частина якої розташована в сузір'ях Корми та Вітрил (колишнє сузір'я Корабель Арго). Відстань до центру туманності оцінюється в 400 парсек. Туманність Ґама є однією з найбільших туманностей на зоряному небі: зовнішні її частини охоплюють також сузір'я Кіль, Компас, Насос, Великий Пес, Голуб. За розрахунками, наднова, що утворила туманність, спалахнула близько 2,6 млн років тому.

## Відкриття
Туманність названа на честь її відкривача, австралійського астронома Коліна Станлі Ґама, який описав своє відкриття в 1955 році у публікації «A study of diffuse southern H-alpha nebulae» (Студії щодо дифузної південної туманності H-alpha).